# Клебш-Горданови коефицијенти
Клебш-Горданови коефицијенти са ознаком {\displaystyle \langle j_{1}m_{1}j_{2}m_{2}|JM\rangle } или {\displaystyle C_{j_{1}m_{1}j_{2}m_{2}}^{JM}}користе се у математици и физици да би се за Лијеве групе декомпоновао тензорски производ две иредуцибилне репрезентације. Користе се и приликом сабирања угаоних момената. Именовани су у част немачких математичара Алфреда Клебша и Паула Алберта Гордана.

## Дефиниција
Нека Лијева група {\displaystyle G} има две иредуцибилне репрезентације {\displaystyle D^{(\alpha )}} и {\displaystyle D^{(\beta )}}. Вектори базе у две репрезентације претпоставимо да су {\displaystyle \psi _{\mu }^{(\alpha )}} и {\displaystyle \psi _{\nu }^{(\beta )}}. Иредуцибилни тензорски оператор представља тензорске компоненте {\displaystyle {\hat {F}}_{\chi }^{(k)}}, које се трансформишу по иредуцибилним репрезентацијама групе, тј. ако задовољавају услов:
{\displaystyle {\tilde {\hat {F}}}_{\chi }^{(k)}=\sum _{\chi '}D_{\chi '\chi }^{(k)}(g){\hat {F}}_{\chi '}^{(k)}.}
Вектори {\displaystyle |{\hat {F}}_{\chi }^{(k)}\psi _{\nu }^{(\beta )}\rangle }, где {\displaystyle \chi =1,\;2,\;\ldots ,\;f_{k};\;\nu =1,\;2,\;\ldots ,\;f_{\beta }} образују базу репрезентације од {\displaystyle D^{(k)}\times D^{(\beta )}}. У општем случају тај приказ је редуцибилан, па се даде приказати помоћу линеарних комбинација базе иредуцибилих репрезентација. Добија се:
{\displaystyle |{\hat {F}}_{\chi }^{(k)}\psi _{\nu }^{(\beta )}\rangle =\sum _{\gamma \rho }\langle k\chi ,\;\beta \nu \vert \gamma \rho \rangle \{{\hat {F}}^{(k)}\psi ^{(\beta )}\}_{\rho }^{\gamma }.}
Тако дани коефицијенти {\displaystyle \langle k\chi ,\;\beta \nu \vert \gamma \rho \rangle } називају се општи Клебш-Горданови коефицијенти групе {\displaystyle G}.

## Оператори угаоних момената
Оператори угаоних момената су аутоадјунгирани оператори, који задовољавају релације комутације:
{\displaystyle [{\textrm {j}}_{k},{\textrm {j}}_{l}]={\textrm {j}}_{k}{\textrm {j}}_{l}-{\textrm {j}}_{l}{\textrm {j}}_{k}=i\hbar \sum _{m}\varepsilon _{klm}{\textrm {j}}_{m},\quad \mathrm {gde} \quad k,l,m\in (x,y,z)}
а {\displaystyle \varepsilon _{klm}} је Леви-Чивита симбол. Три оператора заједно чине векторски оператор:
{\displaystyle \mathbf {j} =[{\textrm {j}}_{x},{\textrm {j}}_{y},{\textrm {j}}_{z}]}
{\displaystyle \mathbf {j} ^{2}={\textrm {j}}_{x}^{2}+{\textrm {j}}_{y}^{2}+{\textrm {j}}_{z}^{2}.\,} је пример Казимировога оператора.
{\displaystyle {\textrm {j}}_{\pm }={\textrm {j}}_{x}\pm i{\textrm {j}}_{y}.\,}

## Стања угаоних момената
Из горњих дефиниција добија се да {\displaystyle \mathbf {j} ^{2}} комутира са {\displaystyle {\textrm {j}}_{x}}, {\displaystyle {\textrm {j}}_{y}}
and {\displaystyle {\textrm {j}}_{z}}:
{\displaystyle [\mathbf {j} ^{2},{\textrm {j}}_{k}]=0\ \mathrm {za} \ k=x,y,z}
Када два ермитска оператора комутирају тада постоји заједнички скуп својствених функција. Одаберу ли се {\displaystyle \mathbf {j} ^{2}} и {\displaystyle {\textrm {j}}_{z}} онда налазимо својствена стања користећи комутационе релације:
{\displaystyle {\begin{alignedat}{2}\mathbf {j} ^{2}|j\,m\rangle =\hbar ^{2}j(j+1)|j\,m\rangle &\;\;\;j=0,{\frac {1}{2}},1,{\frac {3}{2}},2,\ldots \\{\textrm {j}}_{z}|j\,m\rangle =\hbar m|j\,m\rangle &\;\;\;m=-j,-j+1,\ldots ,j.\end{alignedat}}}
С друге стране оператори {\displaystyle {\textrm {j}}_{+}} и {\displaystyle {\textrm {j}}_{-}} мењају {\displaystyle m} вредности:
{\displaystyle {\textrm {j}}_{\pm }|j\,m\rangle =C_{\pm }(j,m)|j\,m\pm 1\rangle }
{\displaystyle C_{\pm }(j,m)={\sqrt {j(j+1)-m(m\pm 1)}}={\sqrt {(j\mp m)(j\pm m+1)}}.}
Стања угаоних момената мора да буду ортогоналана и нормализирана:
{\displaystyle \langle j_{1}\,m_{1}|j_{2}\,m_{2}\rangle =\delta _{j_{1},j_{2}}\delta _{m_{1},m_{2}}.}

## Тензорски производ
Нека {\displaystyle V_{1}} представља {\displaystyle 2j_{1}+1}-димензионални векторски простор са базом одређеном стањима:
{\displaystyle |j_{1}m_{1}\rangle ,\quad m_{1}=-j_{1},-j_{1}+1,\ldots j_{1}}
Други простор {\displaystyle V_{2}} нека је {\displaystyle 2j_{2}+1}-димензионални векторски простор са базом одређеном стањима:
{\displaystyle |j_{2}m_{2}\rangle ,\quad m_{2}=-j_{2},-j_{2}+1,\ldots j_{2}.}
Тензорски производ тих простора {\displaystyle V_{12}\equiv V_{1}\otimes V_{2}} је {\displaystyle (2j_{1}+1)(2j_{2}+1)} димензионалан простор са базом:
{\displaystyle |j_{1}m_{1}\rangle |j_{2}m_{2}\rangle \equiv |j_{1}m_{1}\rangle \otimes |j_{2}m_{2}\rangle ,\quad m_{1}=-j_{1},\ldots j_{1},\quad m_{2}=-j_{2},\ldots j_{2}.}
Дејство оператора на таквој бази може се дефинисати помоћу:
{\displaystyle ({\textrm {j}}_{i}\otimes 1)|j_{1}m_{1}\rangle |j_{2}m_{2}\rangle \equiv (j_{i}|j_{1}m_{1}\rangle )\otimes |j_{2}m_{2}\rangle }
и
{\displaystyle (1\otimes {\textrm {j}}_{i})|j_{1}m_{1}\rangle |j_{2}m_{2}\rangle \equiv |j_{1}m_{1}\rangle \otimes j_{i}|j_{2}m_{2}\rangle \quad \mathrm {za} \quad i=x,y,z.}
Укупни угаони момент се онда може дефинисати са:
{\displaystyle {\textrm {J}}_{i}={\textrm {j}}_{i}\otimes 1+1\otimes {\textrm {j}}_{i}\quad \mathrm {za} \quad i=x,y,z.}
Угаони моменти задовољавају комутационе релације:
{\displaystyle [{\textrm {J}}_{k},{\textrm {J}}_{l}]=i\hbar \epsilon _{klm}{\textrm {J}}_{m},\quad \mathrm {} \quad k,l,m\in (x,y,z)} па следи:
{\displaystyle {\begin{aligned}\mathbf {J} ^{2}|(j_{1}j_{2})JM\rangle &=\hbar ^{2}J(J+1)|(j_{1}j_{2})JM\rangle \\{\textrm {J}}_{z}|(j_{1}j_{2})JM\rangle &=\hbar M|(j_{1}j_{2})JM\rangle ,\quad \mathrm {za} \quad M=-J,\ldots ,J.\end{aligned}}}
Укупни угаони момент треба да задовољава триангуларну релацију:
{\displaystyle |j_{1}-j_{2}|\leq J\leq j_{1}+j_{2}.}
Укупан број својствених стања једнак је димензији {\displaystyle V_{12}}
{\displaystyle \sum _{J=|j_{1}-j_{2}|}^{j_{1}+j_{2}}(2J+1)=(2j_{1}+1)(2j_{2}+1).}

## Формална дефиниција коефицијената
Стања укупнога угаонога момента могу се развити:
{\displaystyle |(j_{1}j_{2})JM\rangle =\sum _{m_{1}=-j_{1}}^{j_{1}}\sum _{m_{2}=-j_{2}}^{j_{2}}|j_{1}m_{1}j_{2}m_{2}\rangle \langle j_{1}m_{1}j_{2}m_{2}|JM\rangle }
а коефицијенти {\displaystyle \langle j_{1}m_{1}j_{2}m_{2}|JM\rangle } тога развоја називају се Клебш-Горданови коефицијенти.
Уколико на обе стране горњега израза применимо оператор {\displaystyle {\textrm {J}}_{z}={\textrm {j}}_{z}\otimes 1+1\otimes {\textrm {j}}_{z}} онда можемо да видимо да су коефицијенти различити од нуле само ако је {\displaystyle M=m_{1}+m_{2}.\,}

## Рекурзије
Уз помоћ оператора {\displaystyle {\textrm {J}}_{\pm }={\textrm {j}}_{\pm }\otimes 1+1\otimes {\textrm {j}}_{\pm }} добијамо:
{\displaystyle {\textrm {J}}_{\pm }|(j_{1}j_{2})JM\rangle =C_{\pm }(J,M)|(j_{1}j_{2})JM\pm 1\rangle =C_{\pm }(J,M)\sum _{m_{1}m_{2}}|j_{1}m_{1}\rangle |j_{2}m_{2}\rangle \langle j_{1}m_{1}j_{2}m_{2}|JM\pm 1\rangle .}
Применимо ли исти оператор на десну страну прве једначине из прошлога поглавља добија се:
{\displaystyle {\begin{aligned}{\textrm {J}}_{\pm }&\sum _{m_{1}m_{2}}|j_{1}m_{1}\rangle |j_{2}m_{2}\rangle \langle j_{1}m_{1}j_{2}m_{2}|JM\rangle \\&=\sum _{m_{1}m_{2}}\left[C_{\pm }(j_{1},m_{1})|j_{1}m_{1}\pm 1\rangle |j_{2}m_{2}\rangle +C_{\pm }(j_{2},m_{2})|j_{1}m_{1}\rangle |j_{2}m_{2}\pm 1\rangle \right]\langle j_{1}m_{1}j_{2}m_{2}|JM\rangle \\&=\sum _{m_{1}m_{2}}|j_{1}m_{1}\rangle |j_{2}m_{2}\rangle \left[C_{\pm }(j_{1},m_{1}\mp 1)\langle j_{1}{m_{1}\mp 1}j_{2}m_{2}|JM\rangle +C_{\pm }(j_{2},m_{2}\mp 1)\langle j_{1}m_{1}j_{2}{m_{2}\mp 1}|JM\rangle \right].\end{aligned}}}
Комбинујући те резултате добија се рекурзија:
{\displaystyle C_{\pm }(J,M)\langle j_{1}m_{1}j_{2}m_{2}|JM\pm 1\rangle =C_{\pm }(j_{1},m_{1}\mp 1)\langle j_{1}{m_{1}\mp 1}j_{2}m_{2}|JM\rangle +C_{\pm }(j_{2},m_{2}\mp 1)\langle j_{1}m_{1}j_{2}{m_{2}\mp 1}|JM\rangle .}
Узмемо ли {\displaystyle M=J} добијамо:
{\displaystyle 0=C_{+}(j_{1},m_{1}-1)\langle j_{1}{m_{1}-1}j_{2}m_{2}|JJ\rangle +C_{+}(j_{2},m_{2}-1)\langle j_{1}m_{1}j_{2}m_{2}-1|JJ\rangle .}

## Ортогоналност
{\displaystyle \sum _{J=|j_{1}-j_{2}|}^{j_{1}+j_{2}}\sum _{M=-J}^{J}\langle j_{1}m_{1}j_{2}m_{2}|JM\rangle \langle JM|j_{1}m_{1}'j_{2}m_{2}'\rangle =\langle j_{1}m_{1}j_{2}m_{2}|j_{1}m_{1}'j_{2}m_{2}'\rangle =\delta _{m_{1},m_{1}'}\delta _{m_{2},m_{2}'}}
{\displaystyle \sum _{m_{1}m_{2}}\langle JM|j_{1}m_{1}j_{2}m_{2}\rangle \langle j_{1}m_{1}j_{2}m_{2}|J'M'\rangle =\langle JM|J'M'\rangle =\delta _{J,J'}\delta _{M,M'}.}

## Експлицитан приказ коефицијената
{\displaystyle \langle j_{1}j_{2};m_{1}m_{2}|j_{1}j_{2};jm\rangle =}
{\displaystyle \delta _{m,m_{1}+m_{2}}{\sqrt {\frac {(2j+1)(j+j_{1}-j_{2})!(j-j_{1}+j_{2})!(j_{1}+j_{2}-j)!}{(j_{1}+j_{2}+j+1)!}}}\ \times }
{\displaystyle {\sqrt {(j+m)!(j-m)!(j_{1}-m_{1})!(j_{1}+m_{1})!(j_{2}-m_{2})!(j_{2}+m_{2})!}}\ \times }
{\displaystyle \sum _{k}{\frac {(-1)^{k}}{k!(j_{1}+j_{2}-j-k)!(j_{1}-m_{1}-k)!(j_{2}+m_{2}-k)!(j-j_{2}+m_{1}+k)!(j-j_{1}-m_{2}+k)!}}.}

## Специјални случајеви
За {\displaystyle J=0} Клебш-Горданови коефицијенти су:
{\displaystyle \langle j_{1},m_{1};j_{2},m_{2}|00\rangle =\delta _{j_{1},j_{2}}\delta _{m_{1},-m_{2}}{\frac {(-1)^{j_{1}-m_{1}}}{\sqrt {2j_{2}+1}}}.}
За {\displaystyle J=j_{1}+j_{2}} и {\displaystyle M=J} имамо
{\displaystyle \langle j_{1},j_{1};j_{2},j_{2}|j_{1}+j_{2},j_{1}+j_{2}\rangle =1.}
За {\displaystyle j_{1}=j_{2}=J/2} и {\displaystyle m_{2}={-m_{1}}} вреди:
{\displaystyle \langle j_{1},m_{1};j_{1},{-m_{1}}|2j_{1},0\rangle ={\frac {(2j_{1})!^{2}}{(j_{1}-m_{1})!(j_{1}+m_{1})!{\sqrt {(4j_{1})!}}}}.}
За {\displaystyle j_{1}=j_{2}=m_{1}={-m_{2}}} вреди:
{\displaystyle \langle j_{1},j_{1};j_{1},{-j_{1}}|J,0\rangle =(2j_{1})!{\sqrt {\frac {2J+1}{(J+2j_{1}+1)!(2j_{1}-J)!}}}.}
За {\displaystyle j_{2}=1,m_{2}=0} имамо:
{\displaystyle {\begin{aligned}\langle j_{1},m;1,0|j_{1}+1,m\rangle &={\sqrt {\frac {(j_{1}-m+1)(j_{1}+m+1)}{(2j_{1}+1)(j_{1}+1)}}},\\\langle j_{1},m;1,0|j_{1},m\rangle &={\frac {m}{\sqrt {j_{1}(j_{1}+1)}}},\\\langle j_{1},m;1,0|j_{1}-1,m\rangle &=-{\sqrt {\frac {(j_{1}-m)(j_{1}+m)}{j_{1}(2j_{1}+1)}}}.\end{aligned}}}

## Симетрије
{\displaystyle {\begin{aligned}\langle j_{1}m_{1}j_{2}m_{2}|JM\rangle &=(-1)^{j_{1}+j_{2}-J}\langle j_{1}\,{-m_{1}}j_{2}\,{-m_{2}}|J\,{-M}\rangle \\&=(-1)^{j_{1}+j_{2}-J}\langle j_{2}m_{2}j_{1}m_{1}|JM\rangle \\&=(-1)^{j_{1}-m_{1}}{\sqrt {\frac {2J+1}{2j_{2}+1}}}\langle j_{1}m_{1}J\,{-M}|j_{2}\,{-m_{2}}\rangle \\&=(-1)^{j_{2}+m_{2}}{\sqrt {\frac {2J+1}{2j_{1}+1}}}\langle J\,{-M}j_{2}m_{2}|j_{1}\,{-m_{1}}\rangle \\&=(-1)^{j_{1}-m_{1}}{\sqrt {\frac {2J+1}{2j_{2}+1}}}\langle JMj_{1}\,{-m_{1}}|j_{2}m_{2}\rangle \\&=(-1)^{j_{2}+m_{2}}{\sqrt {\frac {2J+1}{2j_{1}+1}}}\langle j_{2}\,{-m_{2}}JM|j_{1}m_{1}\rangle \end{aligned}}}

## Веза са 3-jm симболима и D-матрицама
Клебш-Горданови коефицијенти повезани су са 3-ј симболима:
{\displaystyle \langle j_{1}m_{1}j_{2}m_{2}|j_{3}m_{3}\rangle =(-1)^{j_{1}-j_{2}+m_{3}}{\sqrt {2j_{3}+1}}{\begin{pmatrix}j_{1}&j_{2}&j_{3}\\m_{1}&m_{2}&-m_{3}\end{pmatrix}}.}
Интеграцијом три Вигнерове D матрице добија се Клебш Горданов коефицијент:
{\displaystyle \int _{0}^{2\pi }d\alpha \int _{0}^{\pi }\sin \beta d\beta \int _{0}^{2\pi }d\gamma D_{MK}^{J}(\alpha ,\beta ,\gamma )^{\ast }D_{m_{1}k_{1}}^{j_{1}}(\alpha ,\beta ,\gamma )D_{m_{2}k_{2}}^{j_{2}}(\alpha ,\beta ,\gamma )={\frac {8\pi ^{2}}{2J+1}}\langle j_{1}m_{1}j_{2}m_{2}|JM\rangle \langle j_{1}k_{1}j_{2}k_{2}|JK\rangle .}